# Frankrijk op het Eurovisiesongfestival 1988
Frankrijk deed in 1988 voor de eenendertigste keer mee aan het Eurovisiesongfestival. In de Ierse stad Dublin werd het land op 30 april vertegenwoordigd door Gérard Lenorman met het lied "Chanteur de charme". Ze eindigden met 64 punten op de 10de plaats.

## Nationale voorselectie
In tegenstelling tot de vorige jaren, koos men ervoor om een interne selectie te houden. Men koos voor de zanger Gérard Lenorman met het lied Chanteur de charme.

## In Dublin
In Ierland moest Frankrijk optreden als 19de, net na Italië en voor Portugal. Op het einde van de puntentelling werd duidelijk dat Frankrijk de 10de plaats had gegrepen met 64 punten.

### Gekregen punten
Van België en van Nederland ontving het 2 punten.
Men ontving ook 1 keer het maximum van de punten.

#### Finale
| 12 punten     | 10 punten   | 8 punten                                         | 7 punten                               | 6 punten               |
| ------------- | ----------- | ------------------------------------------------ | -------------------------------------- | ---------------------- |
| - Joegoslavië | - Luxemburg | - Turkije                                        | - Oostenrijk                           |                        |
| 5 punten      | 4 punten    | 3 punten                                         | 2 punten                               | 1 punt                 |
| - Griekenland |             | - Denemarken - Duitsland - Finland - Zwitserland | - België - Nederland - Spanje - Zweden | - Noorwegen - Portugal |

### Punten gegeven door Frankrijk

#### Finale
Punten gegeven in de finale:
| 12 punten | Denemarken  |
| 10 punten | Israël      |
| 8 punten  | Italië      |
| 7 punten  | Griekenland |
| 6 punten  | Turkije     |
| 5 punten  | België      |
| 4 punten  | Ierland     |
| 3 punten  | Joegoslavië |
| 2 punten  | IJsland     |
| 1 punt    | Zwitserland |